# Vadym Postovoj
Vadym Volodymyrovyč Postovoj (in ucraino Вадим Володимирович Постовой?; trasl. angl.: Vadym Volodymyrovych Postovoy; Baranivka (oblast' di Žytomyr), 30 agosto 1967) è un ex calciatore e allenatore di calcio ucraino del Černihiv Under 21.

## Carriera

### Calciatore
Ha iniziato la sua carriera come giocatore del Nyva Ternopil. Ha giocato anche per il Desna Černihiv dak 1988 ak 1990. Nel 1991 si è trasferito alla squadra del  Skala Stryj e nel 1993 è passato al Dnipro Čerkasy per due stagioni, giocando 57 partite e segnando 11 reti. Nel 1995 si trasferisce alla squadra dell'Oleksandrija, Spartak Ivano-Frankivs'k e al Šachcër Salihorsk, Tarpeda Minsk in Bielorussia. Nel 1999 ritorna al Desna Černihiv per tre stagioni giocando 36 partite e segnando 8 reti.

### Allenatore
Dopo essersi ritirato dal calcio, ha iniziato a lavorare come allenatore nella squadra di Černihiv. È riuscito a portare la squadra al Druha Liha, per la prima volta nella storia del club. Nel 2021 è stato nominato allenatore della squadra Under 21 di Černihiv.